# Bramus
Bramus is een geslacht van zoogdieren uit de onderfamilie van de woelmuizen (Arvicolinae). De wetenschappelijke naam van het geslacht werd in 1892 gepubliceerd door Auguste Pomel.

## Soorten
Er worden 2 soorten in dit geslacht geplaatst:
- Bramus fuscocapillus (E. Blyth, 1843) – Zuidelijke aardlemming
- Bramus lutescens (O. Thomas, 1897)